# Stone Temple Pilots
Stone Temple Pilots (STP) este o trupă americană de rock alternativ. Membrii formației sunt: 
- Scott Weiland
- Robert DeLeo
- Dean DeLeo
- Erik Kretz